# 飲食店
飲食店（いんしょくてん）は、調理した食品、すわなち料理、あるいは飲料を、その店内で客に飲食させる店の総称である。

## 概説
歴史
古代ギリシア・ローマ世界では「テルモポリウム」と呼ばれる店、すなわち「温かい食物を提供する場所」という名で呼ばれていた飲食店があった。→#歴史
多様性
提供する料理・飲料の種類、営業スタイルは多様である。そして、国ごとにどのような料理や飲食店が主流なのかがそもそも異なっており、国ごとに主流の飲食店の分類法も異なっている。
飲食店は産業としては外食産業に分類される。

## 種類
飲食店も、他の産業同様に、細分化されている。
国ごとに飲食の歴史は異なっており、飲食店の分類法も国ごとに大きく異なっている。
例えば、イタリアの飲食店の主要な5分類は次の5つである。
- ピッツェリア（Pizzeria） - イタリア国外では、ピッツェリアはその名称から「ピッツァの専門店でしょ？」などと誤解されがちだが、イタリア国内のピッツェリアはピッツァだけでなく多様な料理を提供するカジュアルな飲食店である[2]。
- トラットリア（Trattoria） - シェフが作った料理を食べさせる店。次に説明するオステリアよりも上品。
- オステリア（Osteria） - もともとはワインと簡単な食事を提供するお店のことだったが、後に食事メニューが充実し、現在ではワイワイと愉しめる庶民的なお店で、日本の居酒屋のような雰囲気のお店のこと。
- エノテカ（Enoteca） -  「ワイン専門の酒屋」という意味で、店内ではワインの試飲もでき、購入し持ち帰ることもできる。
- パニノテカ（Paninoteca） - パニーノ、すなわちパンで具をはさんだイタリア風サンドウィッチを提供する飲食店である。

また、イタリア国内でバール（bar）と呼ばれており街のあちこちにある店は、英語圏でbarと呼ばれている店とは提供されるものや雰囲気が異なり、コーヒーやアルコール飲料を提供する店である。朝のbarではほとんどのイタリア人は「ウン・カフェ （un caffè）」とのみ注文する。こう言うとエスプレッソが提供される。イタリア人はこの一杯で気合を入れ、仕事に向かう。

### 日本国内の種類
業態による分類としては、レストランや専門料理店（特定の料理の扱いが9割以上を占める料理店。蕎麦屋、ラーメン店、寿司屋、鰻屋など）のほか、ファミリーレストラン、ファストフード店、喫茶店、居酒屋などがある。
なお、業態は多様化が進んでおり、店内で飲食してもらうことに加えて、出前やテイクアウト（持ち帰り）に対応している飲食店もある。食品の小売り店が買った商品を店内で飲食できるようにした店舗も増えてきており、酒販店では角打ちと呼ばれ、日本のコンビニエンスストアやスーパーマーケットではイートインも増えてきている。

### 日本国内の産業分類
日本標準産業分類では「中分類76－飲食店」に分類される。かつては「一般食堂」などの分類が用いられたが2007年（平成19年）11月の改定により再編された。
日本標準産業分類の事業区分では、「中分類76－飲食店」以下、次のようになっている。
- 760 管理，補助的経済活動を行う事業所
  - 7600 主として管理事務を行う本社等
  - 7609 その他の管理，補助的経済活動を行う事業所
- 761 食堂，レストラン（専門料理店を除く）
  - 7611 食堂，レストラン（専門料理店を除く）
- 762 専門料理店
  - 7621 日本料理店
  - 7622 料亭
  - 7623 中華料理店
  - 7624 ラーメン店
  - 7625 焼肉店
  - 7629 その他の専門料理店
- 763 そば・うどん店
- 764 すし店
- 765 酒場、ビヤホール
- 766 バー、キャバレー、ナイトクラブ
- 767 喫茶店
- 769 その他の飲食店
  - 7691 ハンバーガー店
  - 7692 お好み焼・焼きそば・たこ焼店
  - 7699 他に分類されない飲食店

## 歴史

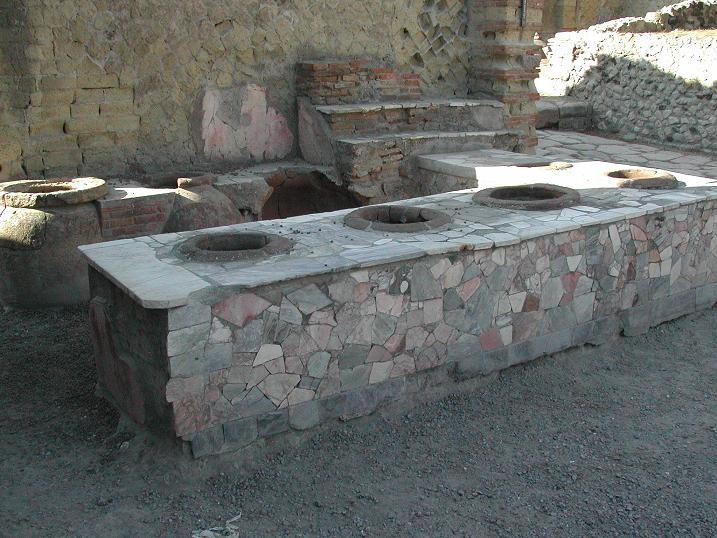
古代ギリシャ・ローマ世界にあったテルモポリウムのカウンター

古代ギリシャ・ローマ世界にはテルモポリウム、すなわち「温かい食物を提供する場所」という名で呼ばれていた飲食店があった。
ヘルクラネウムの遺跡には甕や大鍋をはめ込んだ石造りのカウンターを備えた飲食店が残されている。ポンペイ（紀元前5世紀頃 - 紀元後の79年）の遺跡にもカウンターを備えた飲食店が残り、瓶などの容器に残された成分の分析により、豚肉、魚、牛肉、エスカルゴの料理が提供されていたことが判っており、カウンター前面の絵がメニューだとすると鶏肉料理も提供していた可能性がある。
旅人に眠る場所を提供する宿屋も、通常は飲食店のルーツの一つとして言及される。宿屋が旅人に料理を提供することは古代から自然なことだった。宿屋が宿泊客に加えて通りがかりの旅人にも料理を提供すればその客から見れば飲食店であり、宿屋と飲食店の境界は曖昧だった。また昔は飲食店が客に宿泊場所の提供を始めることもあり、たとえば日本の茶屋の二階は落ち着いて飲食できる場所として用意されたが、その個室は男女が逢引できる場所ともなり、簡易的な宿泊場所としても機能した。すなわち飲食店が副業的に宿泊場所の提供を始めることは昔は自然なことであったので、その意味でも境界は曖昧であった。「- 茶屋」という名の旅館があるのも、中国語の「飯店」や「酒店」がホテルを意味するのも、両者の境界が曖昧だった歴史の名残である。
室町時代の絵には寺社の門前で茶や食を提供する簡素な茶屋とその職人の姿が描かれており、室町時代に茶屋が誕生したとも言われる。『洛中洛外図屏風』の中には「一服一銭」の茶売り人の姿も描かれ、寺社の門前にござを敷き、そこに炉をかまえて茶を点て、お代を受け取り、あるいは茶釜と水桶をてんびん棒で持ち歩き売り歩く様子が描かれている。東寺の南大門前は多くの参詣客で賑わい、それを目当てに茶売り人も集まってきたらしく、東寺百合文書にはその商売の様子が書かれている。
なお京の紫野の今宮神社の参道には、それより遡る平安時代後期、西暦1000年（長保2年)に創業したとされる「一和」（いちわ）があり、当時から餅にきなこをまぶして炭火で焼いたものを提供していたようである。宇治橋近くには1160年（永暦元年）創業の茶屋「通圓」（つうえん）がある。

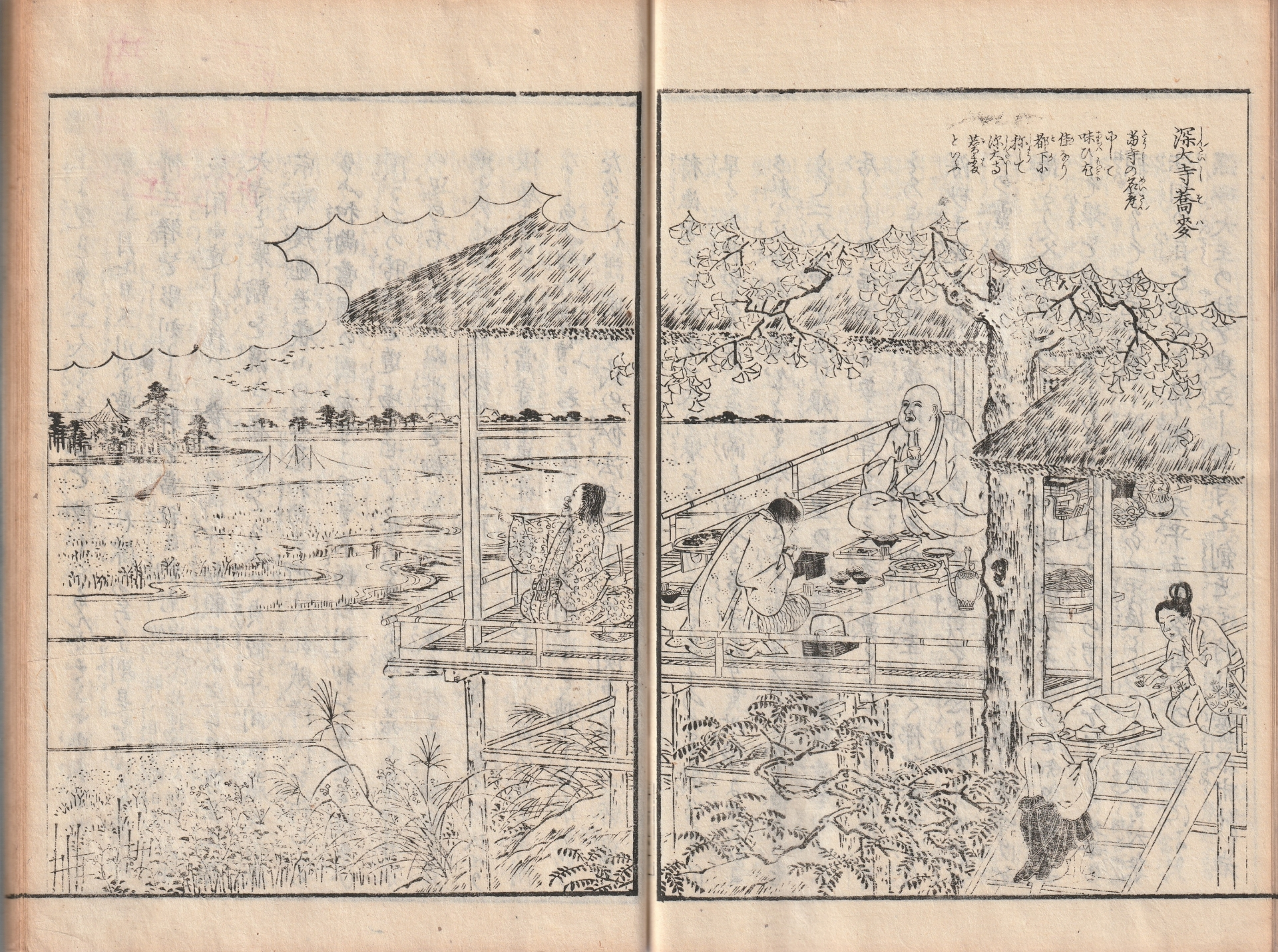
深大寺そばの店

現代でいう飲食店は、江戸時代には細分化して発展した。江戸では明暦の大火（明暦3年、1657年）後、市街復興のために集まってきた労働者を対象とした煮売屋が発生。そこから、手軽に酒と肴を楽しむことのできる居酒屋も派生。井原西鶴の『西鶴置土産』によれば、明暦3年に浅草金竜山で「奈良茶」という茶飯、豆腐汁、煮しめ、煮豆のセットメニューを食べさせる店も登場し、江戸の人々はもの珍しさから競ってそれを食べに行ったらしい。このころ「けんどん屋」などと呼ばれ「けんどん蕎麦切り」を食べさせるそば屋・うどん屋も登場。徳川吉宗が亡くなった頃から、留守居役や文化人、商人が、接待や会合に使用する高級店が出現する。1767年-1786年（明和4年 - 天明6年）の田沼時代には江戸の飲食店は本格的に開花し、諸藩江戸屋敷に勤める留守居役や上層町人などを顧客とした高級料亭も多数できた。うなぎ屋、寿司屋など庶民が好む店も誕生。一部の人は「ももんじ屋」で獣肉を食すことを愛好した。1801年には浅草駒形、浅草寺の参詣ルートに現代まで続く「駒形どぜう」が創業し、どぜうなべ、どぜう汁を提供してきた。

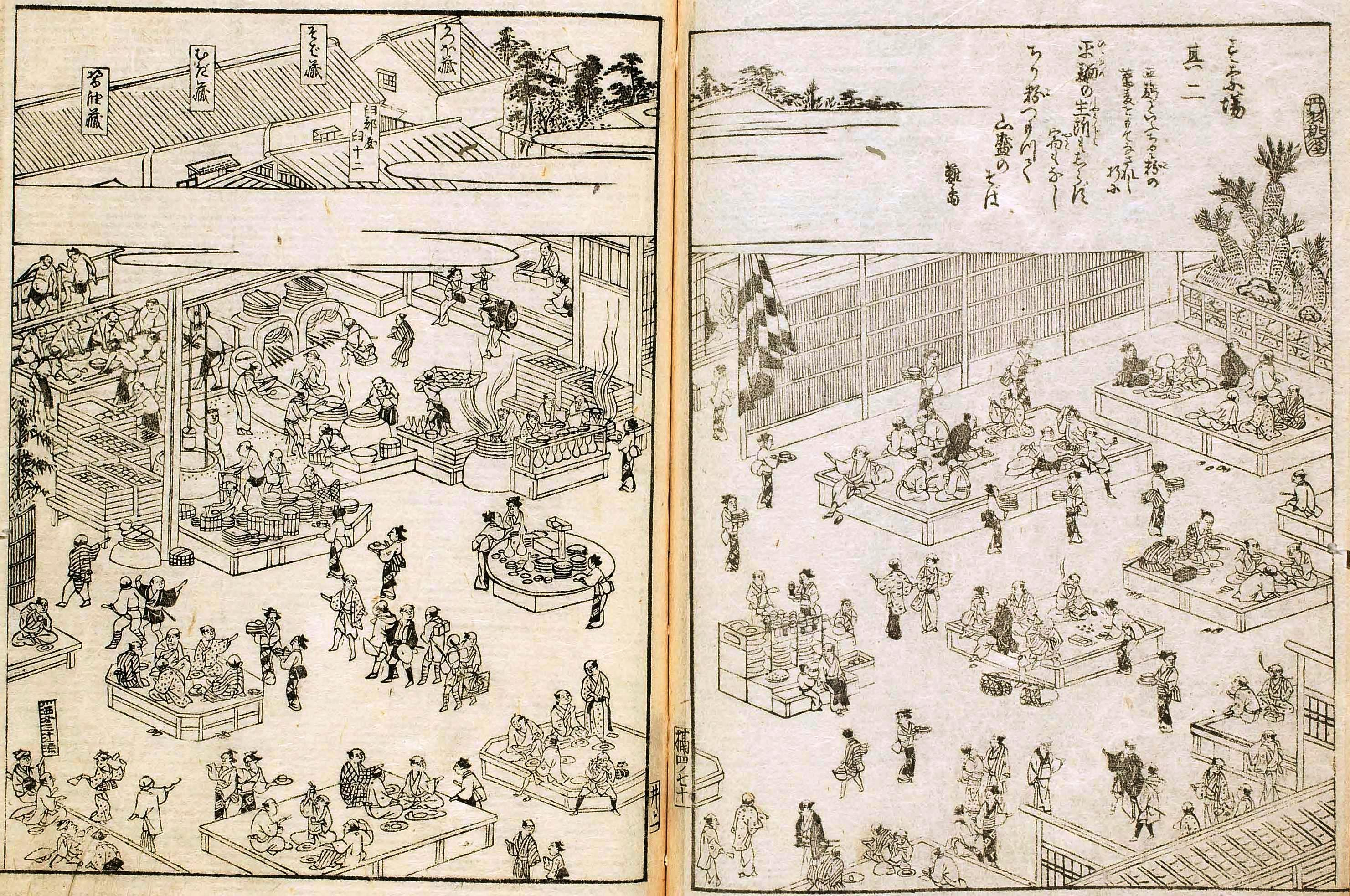
「砂場いづみや」店内（『摂津名所図会』）
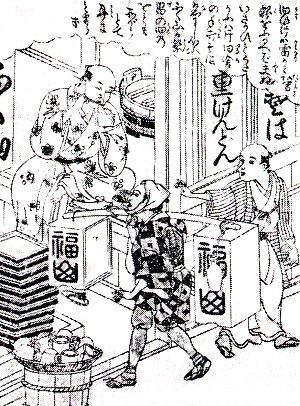
江戸葺屋町 福山そば屋の店先（北尾重政画『繪本三家榮種』）
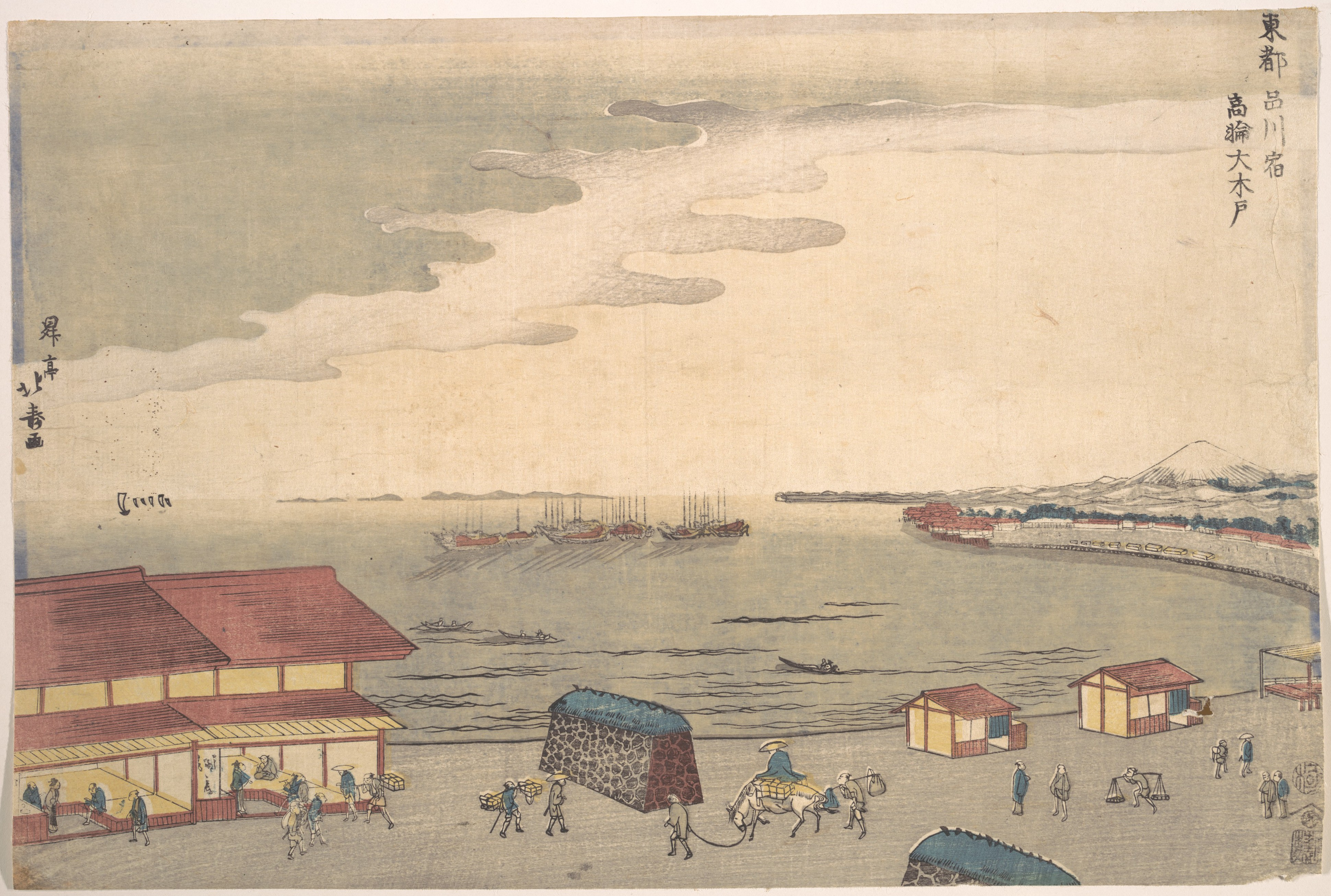
昇亭北寿『東都品川宿高輪大木戸』。左は茶屋。旅人を見送りに来た人々が宴会を開いた。
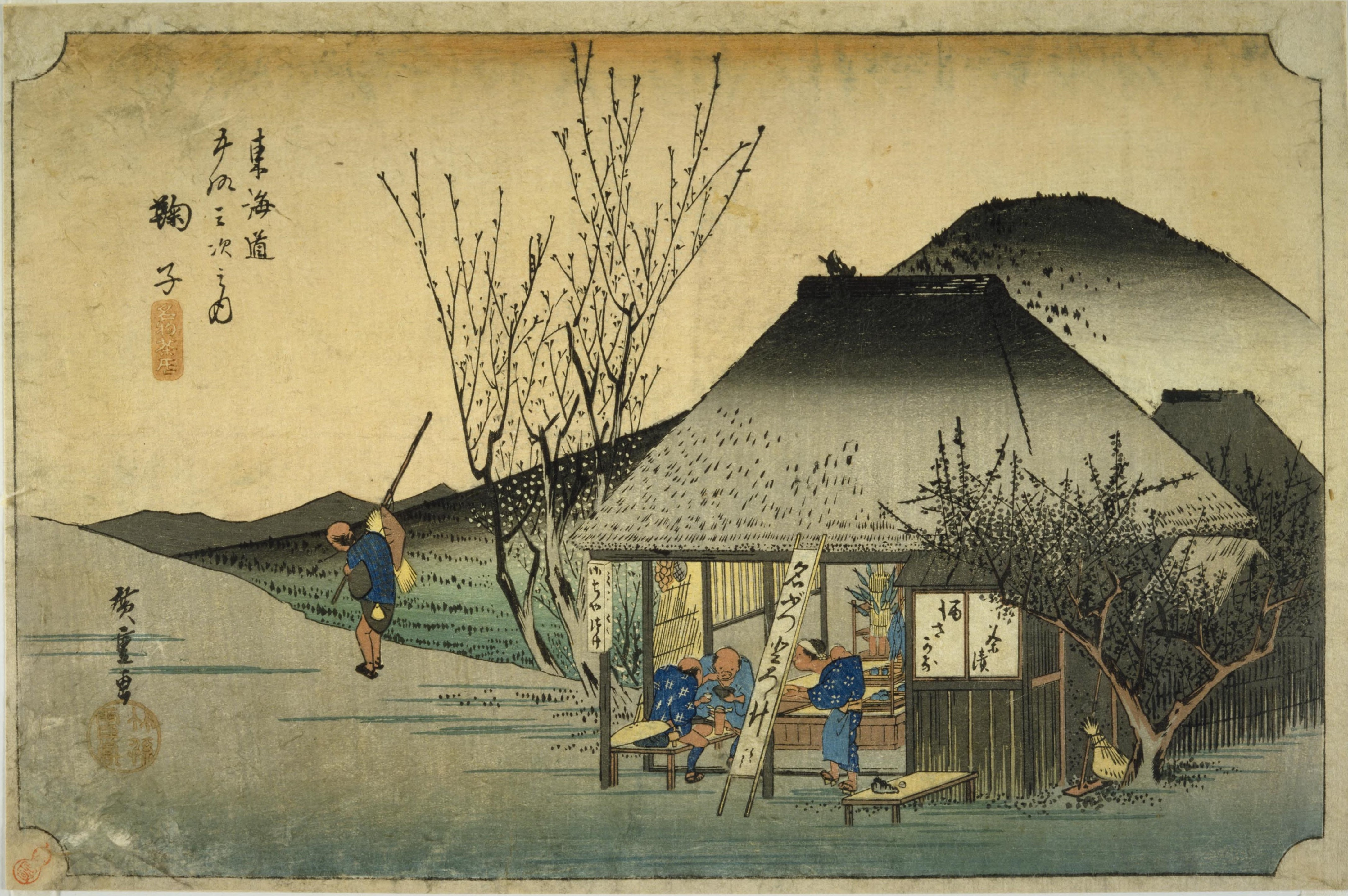
『東海道五拾三次 鞠子 名物茶店』
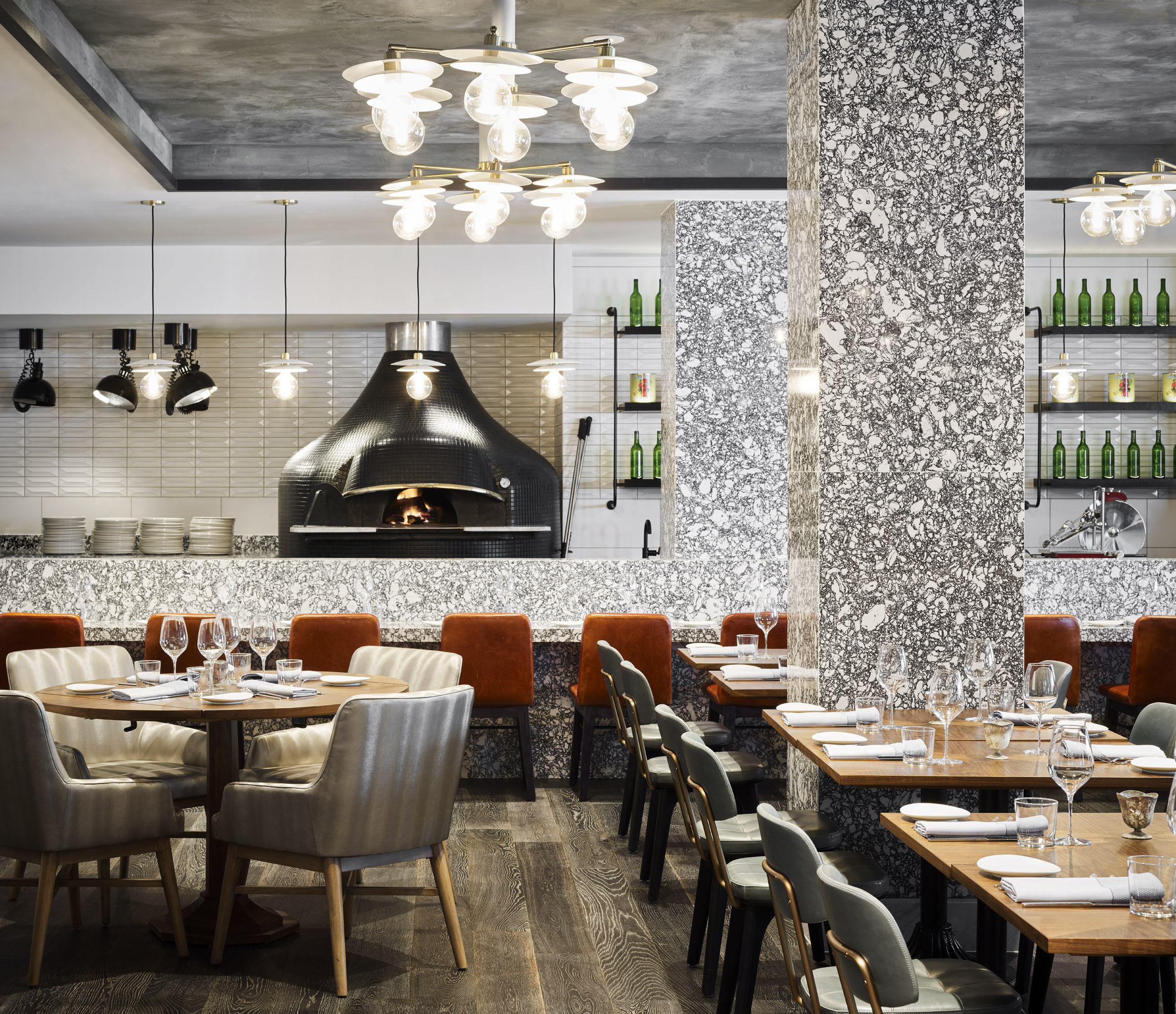
ホテルのイタリア料理店Via Sophia（Hamilton Hotel、米国ワシントンDC）

## 飲食店と法規
日本の法律では飲食店は食品衛生法第3条における「食品等事業者」の一種にあたる。同法は「食品等事業者」を「食品もしくは添加物を採取し、製造し、輸入し、加工し、調理し、貯蔵し、運搬し、もしくは販売することもしくは器具もしくは容器包装を製造し、輸入し、もしくは販売することを営む人もしくは法人または学校、病院その他の施設において継続的に不特定もしくは多数の者に食品を供与する人もしくは法人をいう。」と定義している。
飲食店を営業するためには、食品衛生法第55条の規定により、都道府県知事の許可（窓口は保健所）を受けなければならない。
食品の販売店が副業的（複合的）に飲食店も経営するには、飲食店としての営業許可が別途必要となる。たとえば酒類の店舗販売を行う酒店に必要なのは「一般酒類小売業販売免許」だが、その店舗内に角打ちのため飲食スペースを新たに設ける場合は、別途「飲食店営業許可」が必要となる。
ライブハウスは「興行場」として営業すると興行場法による規制が厳しいことから、より許可されやすい飲食店として届け出ている例も多い。